# Al Hibbler
Al Hibbler (ur. 16 sierpnia 1915, zm. 24 kwietnia 2001) – amerykański piosenkarz.

## Dyskografia
- Sings Duke Ellington (Norgran, 1954)
- Favorites (Norgran, 1954)
- Melodies by Al Hibbler (Argo, 1956)
- Sings Love Songs (Verve, 1956)
- Starring Al Hibbler (Decca, 1956)
- After the Lights Go Down Low, (Atlantic, 1957)
- Here's Hibbler (Decca, 1957)
- I Surrender Dear (Score, 1957)
- Torchy and Blue (Decca, 1958)
- Al Hibbler Remembers (Decca, 1958)
- Hits by Hibbler (Decca, 1958)
- Sings the Blues: Monday Every Day (Reprise, 1961)
- Big Boy Blues (Grand Prix Series, 1964)
- Shades of Blue (Sunset, 1968)
- A Meeting of the Times z Rahsaan Roland Kirk (Atlantic, 1972)
- Christmas with (Holiday, 1981)
- Solitude (Pickwick, 1997)

## Wyróżnienia
Posiada swoją gwiazdę na Hollywoodzkiej Alei Gwiazd.